# Albocàsser
Albocàsser (spanisch Albocácer) ist eine Gemeinde (municipio) in Ostspanien, nahe der Costa del Azahar, an der nördlichen Grenze der Provinz Castellón. Traiguera hat 1.338 Einwohner (Stand: 2024). Zur Gemeinde gehören neben dem Hauptort Albocàsser die Ortschaften La Calzada, Les Casetes, La Masia de Brusca, Masia Pati und San Pablo.

## Lage
Albocàsser liegt etwa 43 Kilometer nördlich von Castellón de la Plana und etwa 90 Kilometer nordnordöstlich von Valencia in einer Höhe von ca. 540 m.

## Spanischer Bürgerkrieg
Eine Staffel mit Junkers Ju 87 wollte erproben, ob die Sturzkampfbomber auch 500 Kilo-Bomben, dem Doppelten des normalen Gewichts, tragen und abwerfen könnten. Dazu konnten die Maschinen nicht vollständig betankt werden. Albocàsser wurde als eines von vier kleinen und ungeschützten Dörfern in der Nähe der Luftwaffenbasis ohne einen Zusammenhang mit dem Frontgeschehen als Übungsziele ausgewählt. Zahlreiche Menschen starben durch einen ohne Vorwarnung ausgeführten Bombenabwurf. Weitere Übungsziele waren Benassal, Ares del Maestre und Vilar de Canes.

## Bevölkerungsentwicklung
| Jahr      | 1900 | 1950 | 1970 | 1981 | 1991 | 2001 | 2011 | 2021 |
| Einwohner | 3644 | 2674 | 1933 | 1647 | 1509 | 1353 | 1385 | 1262 |

## Sehenswürdigkeiten
- Höhlenmalereien Cova dels Cavalls
- Reste der früheren Burg
- Kirche Mariä Himmelfahrt (Iglesia de  Nuestra Señora de la Asunción)
- Pauluskapelle
- Michaeliskapelle
- Johanneskapelle

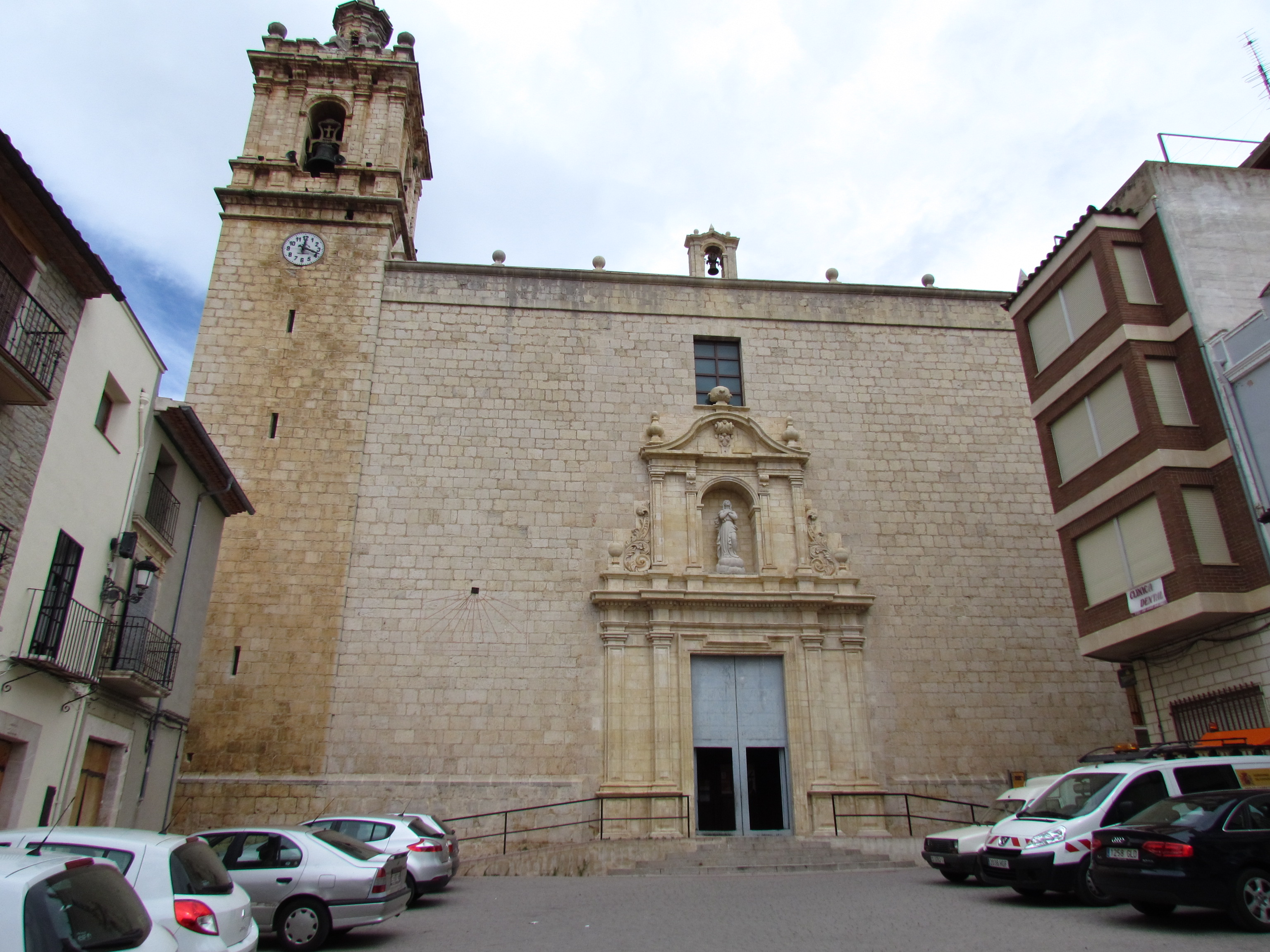
Kirche Mariä Himmelfahrt
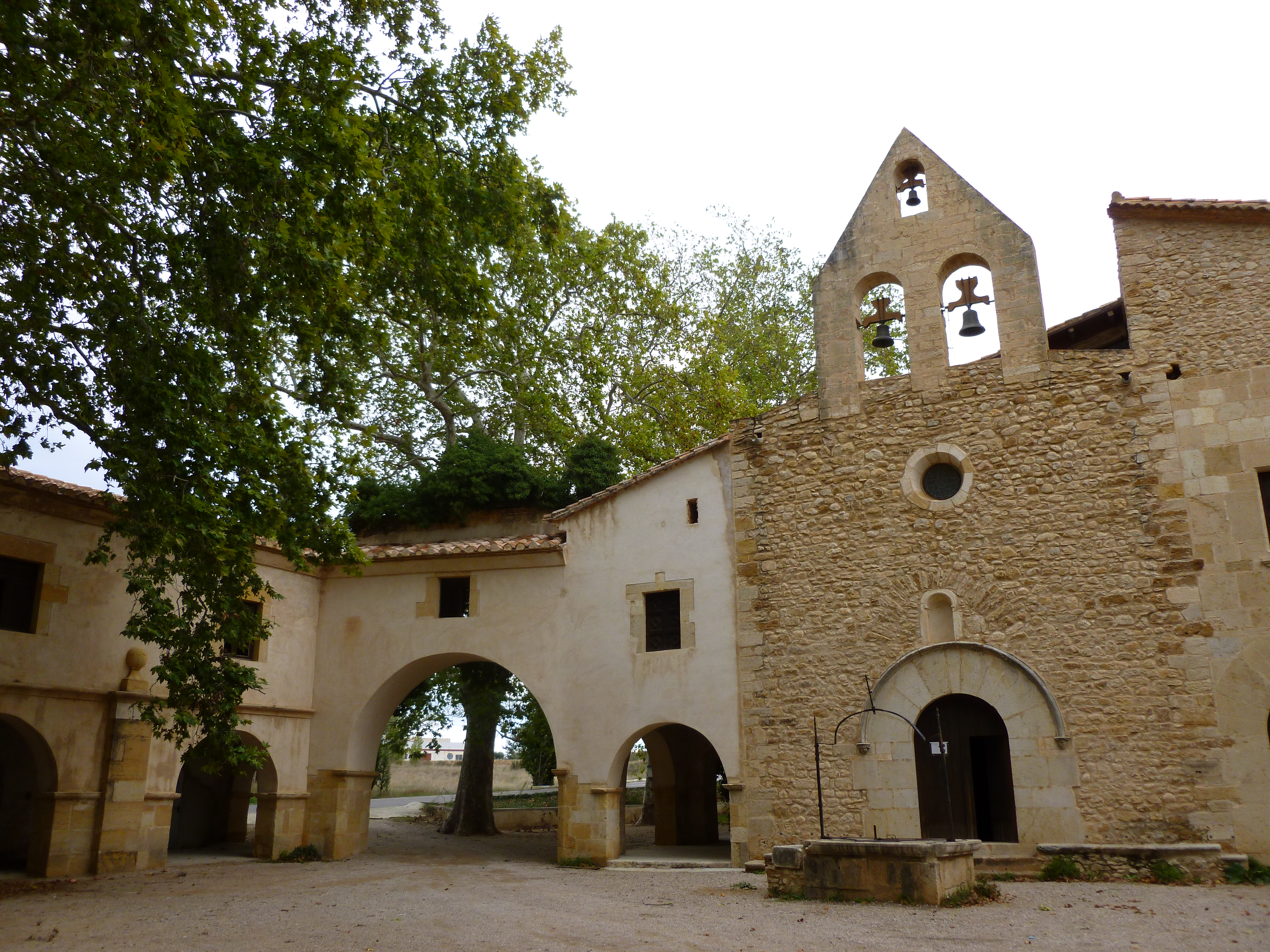
Pauluskapelle
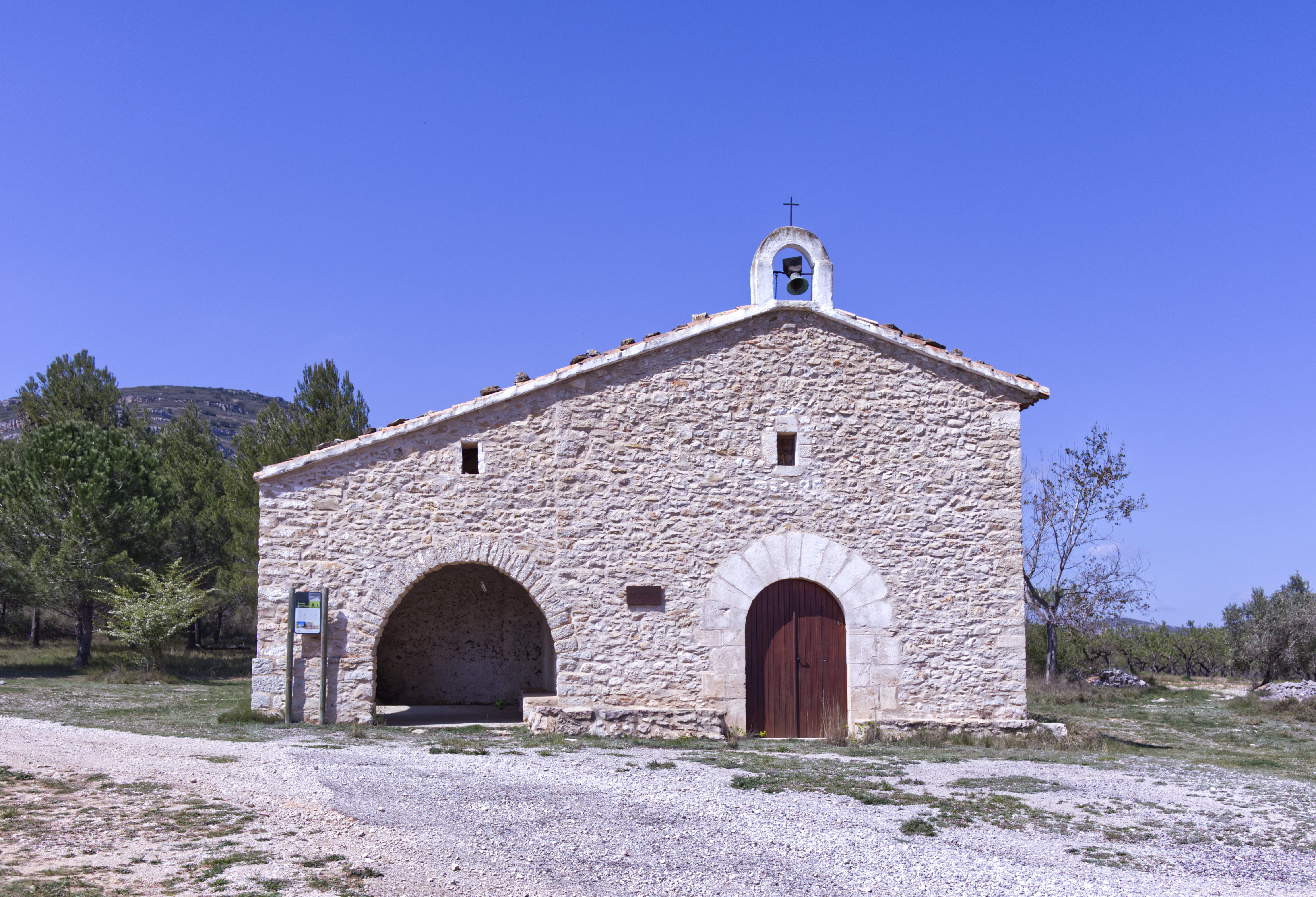
Michaeliskapelle
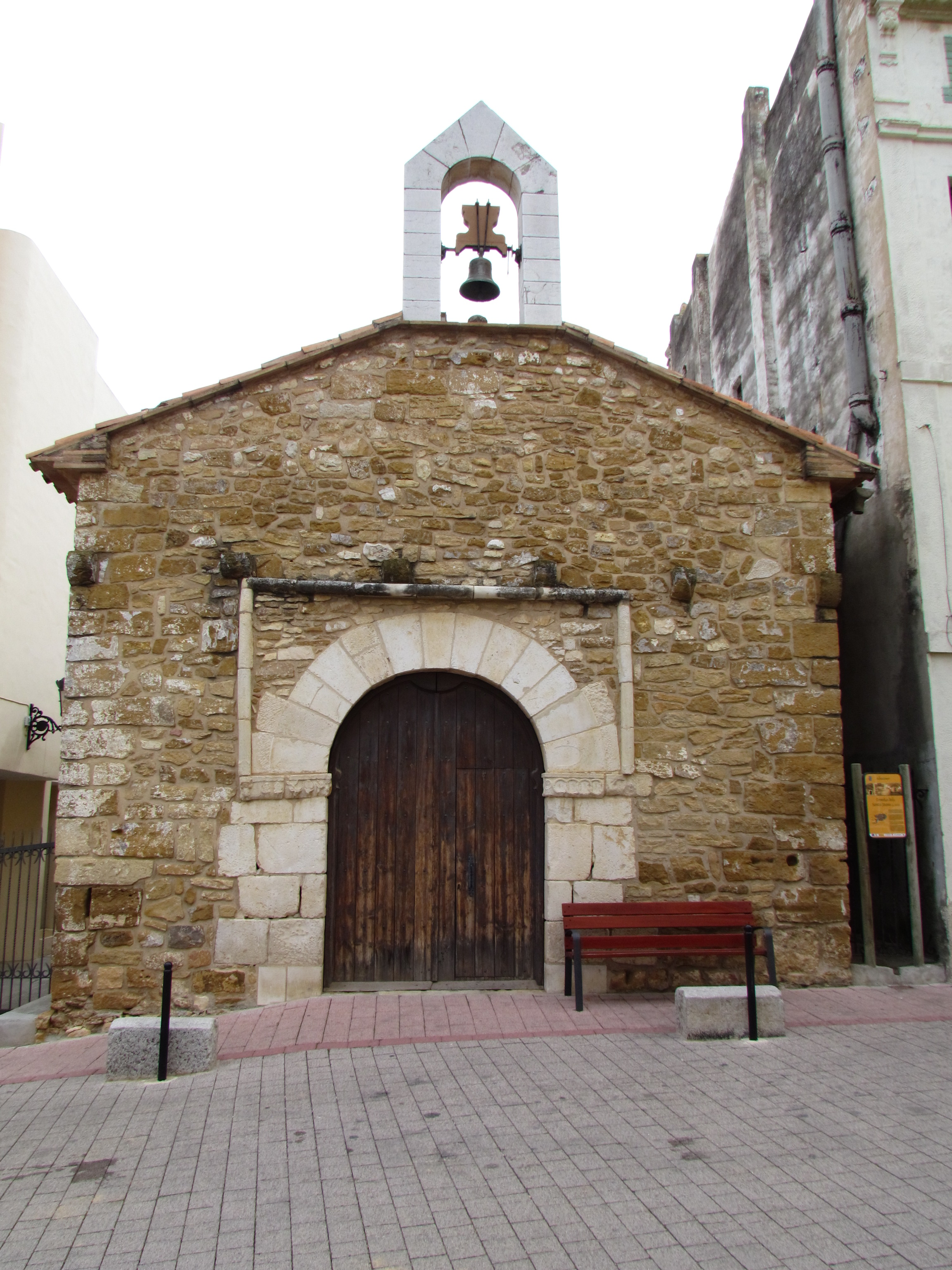
Johanneskapelle
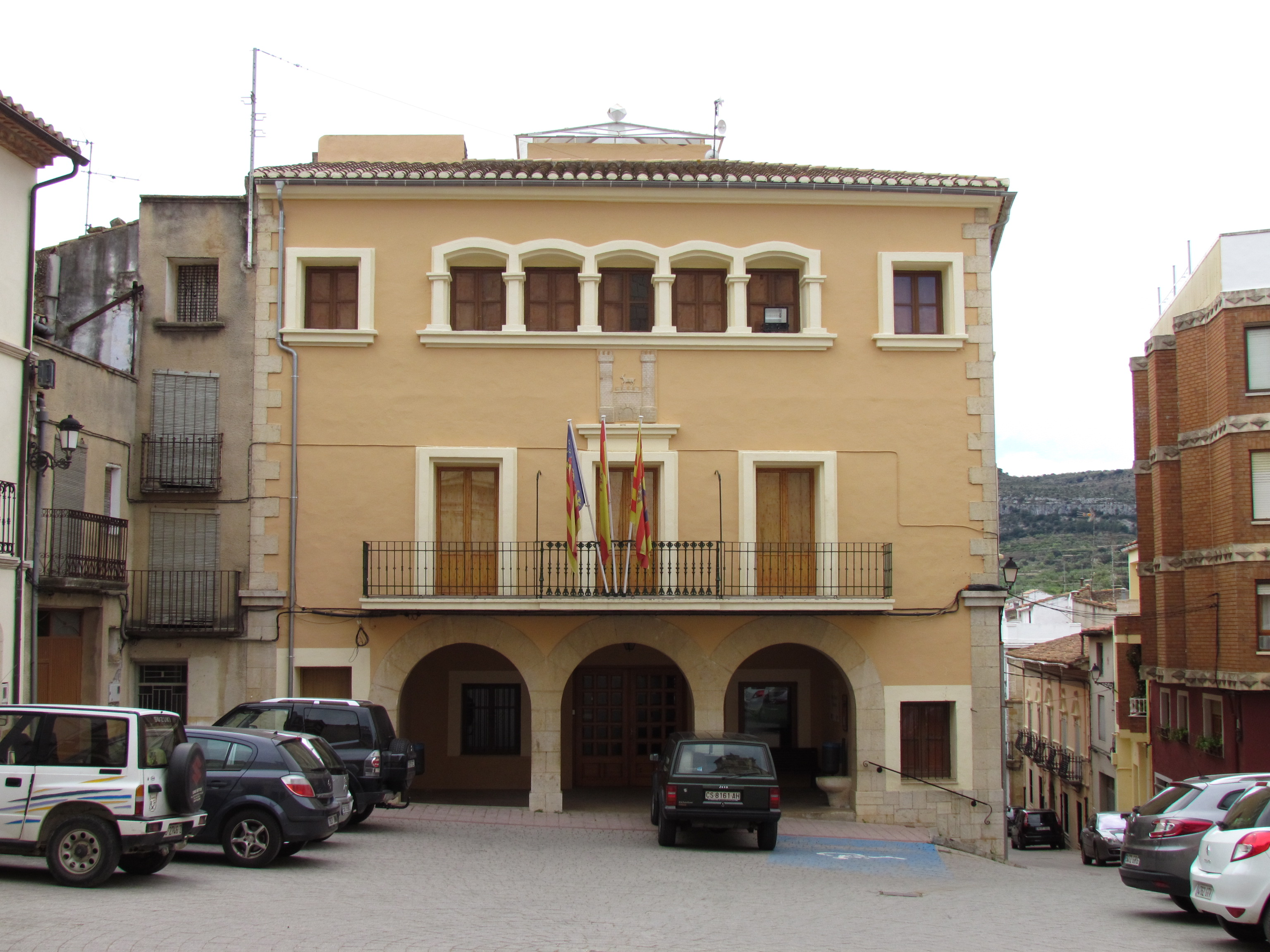
Rathaus